# Ceremonistaten
Ceremonistaten är en enhet inom de svenska kungliga hovstaterna som ansvarar för ceremonielet vid statsbesök, officiella middagar, högtidliga audienser, diplomatmottagningar och annan officiell representation samt vid kungliga dop, vigslar och jordfästningar.
Ceremonistaten hör till hovmarskalksämbetet och har ingen anställd personal. Dess funktionärer tjänstgör vid behov och består av överceremonimästaren, ceremonimästaren, vice ceremonimästaren, fyra kabinettskammarherrar och åtta kammarherrar. De har olika yrkesbakgrund och representerar olika delar av samhället.

## Överceremonimästare
- 1977–1978: Tore Tallroth
- 1983–1984: Axel Lewenhaupt

### Ceremonimästare
- 1973–1978: Gunnar Scheffer
- 1979–1984: Fredrik Löwenhielm
- 2016–2019: Odd Zschiedrich
- 2024: Otto von Platen

### Vice ceremonimästare
- 1974–1978: Sven-Olof Hedengren
- 1976–1978: Lars-Olof Ekeberg
- 1980–1984: Jan-Carl von Rosen